# Resende FC
Resende FC is een Braziliaanse voetbalclub uit Resende in de staat Rio de Janeiro. 

## Geschiedenis
De club werd op 6 juni 1909 opgericht en was lange tijd een amateurclub. In 2006 werd de profstatus aangenomen en ging de club in de Série C spelen van het Campeonato Carioca, de derde klasse, waarin ook stadsrivaal EC Resende actief was. De club bereikte de halve finale om de titel en promoveerde naar de Série B. Hier werd de club kampioen zodat ze na amper twee jaar al naar de hoogste klasse promoveerden. Na een middelmatig eerste seizoen bereikte de club in 2009 de finale van de Taça Guanabara, die ze verloren van Botafogo. Na een vijfde plaats in 2012 plaatste de club zich voor de Copa do Brasil 2013 en won daar in de eerste ronde van Caxias do Sul en verloor in de tweede ronde van Cruzeiro. Nadat de club in 2013 opnieuw vijfde werd mochten ze ook aantreden in de nationale Série D en bereikte daar de tweede ronde, waarin ze verloren van Mixto. In 2014 eindigde de club in de lage middenmoot, maar won wel de Copa Rio, waardoor ze mochten deelnemen aan de Série D 2015, waar ze in de eerste ronde uitgeschakeld werden. Ook in 2015 won de club de Copa Rio en koos er nu voor om niet aan de Série D deel te nemen maar aan de Copa do Brasil 2016. De club verloor in de eerste ronde van Ceará. 

## Erelijst
Copa Rio
2014, 2015